# 斯诺登号护航驱逐舰
斯诺登号护航驱逐舰（英語：USS Snowden，舷号：DE-246），是美国海军于第二次世界大战期间建造的一艘埃德索尔级护航驱逐舰，其舰名取自第一次世界大战期间的海军十字勋章获得者托马斯·斯诺登少将。
该舰由哈尔福德·R·格林利（Halford R. Greenlee）夫人冠名，于1942年12月7日在德克萨斯州休斯敦布朗造船公司铺设龙骨，随后于1943年2月19日下水。1943年8月23日，斯诺登号正式服役，交由小亚历山大·杰克逊（Alexander Jackson Jr.）少校指挥。

## 设计与装备
埃德索尔级护航驱逐舰的设计与巴克利级护航驱逐舰类似，均采用长船体并建有较高的舰桥。该级护航驱逐舰配备3英寸（76毫米）50倍径单装主炮，后续曾计划更换为5英寸（127毫米）38倍径主炮，但最终没有实际执行。该级护航驱逐舰由4台费尔班克斯-莫尔斯38D8-1/8-10内燃机提供动力，总功率最高可达6000匹马力，最高航速21节。其燃料舱可携带312吨重油，在12节航速下航程可达11000海里。此外，该级舰船还配备有较完善的侦查搜索系统，包括SL或SU水面雷达、SA对空雷达、QC声呐系统以及用于监听潜艇无线电的HF/DF天线。

## 服役历史
9月3日，斯诺登号启程前往路易斯安那州新奥尔良，随后驶往百慕大进行试航调整，此次巡航一直持续到10月14日，之后她返回南卡罗来纳州查尔斯顿修整。月末，斯诺登号护送阿尔马克号两栖货物运输舰前往巴拿马运河，随后与姊妹舰斯洛特号一起返航纽约。11月11日，斯诺登号护送UGS-24船团前往弗吉尼亚州诺福克，随后横跨大西洋，最终于12月1日抵达卡萨布兰卡。之后，斯诺登号护送另一批船团返航并于12月24日顺利抵达纽约。
1944年1月5日，斯诺登号前往诺福克接受短期训练，随后护送阿肯色号战列舰返回纽约。此后她又护送UGS-31船团前往直布罗陀并于2月跟随GUS-30船团返航，最终于3月8日抵达纽约。3月24日，斯诺登号跟随新加入的第21.15特混舰队离港执行猎潜大队任务，当天傍晚，斯诺登号使用声呐追踪到可疑目标，克罗坦号护航航空母舰所属飞机随后投下声纳浮标，但没能进一步追踪到信号来源。
4月28日，斯诺登号、弗罗斯特号、巴伯号3艘护航驱逐舰离开舰队前往追踪一片浮油，斯诺登号随后在水下560英尺处发现敌军潜艇，3艘驱逐舰随即以39枚深水炸弹一组模式展开了2轮攻击，U-448号潜艇被击沉。5月5日，舰队返回港口补给物资和弹药。6月12日，斯诺登号、弗罗斯特号和英奇号使用水面雷达追踪到1艘漂浮潜艇，斯诺登号由于在射程外没能参与攻击，U-490号潜艇随后被弗罗斯特号击沉，3艘护航驱逐舰随后救起了60名幸存艇员。7月4日，这3艘美军军舰又协同击沉了U-154号潜艇。
8月22日，斯诺登号加入第22.5特混舰队并跟随其前往加勒比地区执行任务直至年末。1945年3月25日，舰队再次出发前往北大西洋搜寻敌军潜艇。4月15日，队内弗罗斯特号和斯坦顿号对U-1235号潜艇发动了攻击并成功将其击沉，期间斯诺登号离开阵位前往保护克罗坦号。4月25日，舰队抵达纽芬兰阿真舍修整，随后继续出海执行反潜任务。5月14日，斯诺登号返回布鲁克林造船厂大修。
7月4日，斯诺登号离开诺福克前往太平洋，她先后途经关塔那摩湾、巴拿马运河和圣迭戈，最终于8月14日抵达珍珠港。日本投降后，斯诺登号于9月11日启程返回诺福克并于9月28日进入船厂检修，她随后前往格林科夫斯普林斯封存。1946年3月，斯诺登号退役并加入美国海军预备舰队。
1951年6月6日，斯诺登号重归现役，此后的1年内，她都在关塔那摩湾和罗德岛州纽波特海域参加演习和训练。1952年7月，她启程前往欧洲参加北约演习，她先后停靠挪威和苏格兰并在演习结束后返回加勒比地区。1953年至1957年，斯诺登号一直跟随舰队在美国东岸活动。1957年10月21日，她再一次参加了北约演习并造访了法国港口，此后她重归常规任务。
1960年2月，斯诺登号离开任务一线成为美国海军预备役的训练舰，此后的数年中，她的归属权在美国海军和美国海军预备役间多次转移。1968年8月20日，斯诺登号被下令停用，9月23日，她自美国海军除籍。1969年6月27日，斯诺登号在纽波特外海被作为靶舰击沉。

## 荣誉
斯诺登号服役期间所获荣誉如下：
|                           |  | Bronze star |
| Bronze star · Bronze star |  |             |

| 战斗行动奖章                           | 海军远征奖章           | 美国战役奖章 （1枚战斗之星） |
| 欧洲-非洲-中东战役奖章 （2枚战斗之星） | 第二次世界大战胜利奖章 | 国防部服役奖章               |

## 历任舰长
| 姓名       | 译名                       | 军衔             | 所属军种       | 任职时间                    |
| ---------- | -------------------------- | ---------------- | -------------- | --------------------------- |
|            | 小亚历山大·杰克逊          | 少校             | 美国海军预备役 | 1943年8月23日               |
|            | 诺曼·W·斯旺森              | 少校             | 美国海军预备役 | 1943年12月27日              |
|            | 大卫·M·格雷比尔            | 上尉             | 美国海军预备役 | 1945年12月                  |
|            | 小弗兰克·J·贝伦茨          | 中尉             | 美国海军预备役 | 1946年3月-1946年3月29日     |
|            | 克劳德·丹尼斯·吉尔克里斯特 | 中校             | 美国海军预备役 | 1951年                      |
|            | 艾乐庇呢·威廉·麦克莱恩三世 | 少校             | 美国海军       | 1953年                      |
|            | 艾伦·汉密尔顿·克雷格       | 中校             | 美国海军       | 1955年                      |
|            | 杰罗尔德·皮特·马什         | 少校（升任中校） | 美国海军       | 1957年6月24日               |
|            | 威廉·里德·格拉泽           | 少校             | 美国海军       | 1959年1月27日               |
|            | 安德鲁·肯尼斯·施里夫       | 少校             | 美国海军       | 1960年2月5日                |
|            | 马克斯·亨利·拉塞尔         | 上尉（升任少校） | 美国海军       | 1960年8月1日                |
|            | 休·托马斯·坎贝尔           | 上尉             | 美国海军       | 1960年10月3日               |
|            | 雷蒙·威廉·利里             | 少校             | 美国海军       | 1961年10月2日               |
|            | 詹姆斯·韦伯·谢尔顿         | 上尉             | 美国海军       | 1962年8月22日               |
|            | 肯尼斯·李·米勒             | 中尉             | 美国海军预备役 | 1964年8月7日                |
|            | 保罗·米舒劳                | 上尉（升任少校） | 美国海军       | 1964年9月9日                |
|            | 丹尼斯·文森特·多尔蒂       | 上尉             | 美国海军       | 1966年8月26日-1968年9月23日 |
| 参考文献： |                            |                  |                |                             |